# Kruszewiec (Ermland-Mazurië)
Kruszewiec (Duits: Krausendorf) is een dorp in de Poolse woiwodschap Ermland-Mazurië. De plaats maakt deel uit van de gemeente Kętrzyn en telt 195 inwoners.